# Atoposega
Atoposega  (лат.) — род ос-блестянок из подсемейства Amiseginae. 3 вида.

## Распространение
Юго-Восточная Азия.

## Описание
Мелкие и среднего размера осы-блестянки (4-6 мм). Затылочный киль развит. Скутум с глубокими нотуалями. Проподеум угловатый, сбоков несёт длинные латеральные шипики; пронотум немного короче (0,8) скутума, скутеллюма и метанотума вместе взятых. Самки крылатые. Паразитоиды. Таксон был впервые описан в 1960 году американским гименоптерологом Карлом Кромбейном (Karl V. Krombein; Department of Entomology, National Museum of Natural History, Smithsonian Institution, Вашингтон, США).

## Систематика
3 вида.
- Atoposega lineata (Krombein, 1957) — Борнео
- Atoposega rieki (Krombein, 1957) — Бирма
- Atoposega simulans Kimsey, 1986 — Малайзия